# Christoffer Barnekow
Kjell Christoffer Ove Adolf Barnekow (født 13. april 1940 i Malmö, død 5. januar 2018 i Stockholm) var en svensk journalist, tv-vært og friherre.

## Karriere
Barnekow tog i slutningen af 1950'erne et kursus i radiojournalistik ved Arbetarnas bildningsförbund (ABF) og søgte derefter arbejde ved Sveriges Radio i Malmö. Han fik dog ikke jobbet, men gav sig i stedet til at studere sprog og litteratur ved Lunds Universitet. I en periode arbejdede han som dramalærer. I 1963 var han instruktørassistent på Bo Widerbergs film Ravnekvarteret. I 1969 blev han ansat på det netop oprettede TV 2 i Malmö, hvor han fik til opgave at lave børneudsendelser. Sammen med Staffan Westerberg skrev han manuskript til og producerede serien Vilse i pannkakan i 1975. Han var ansat ved SVT i Malmö i 25 år og bedrev her blandt andet opsøgende journalistik i programmerne Reportrarna, Uppdrag granskning og Rekord-Magazinet.
I Danmark kendes Barnekow nok især fra sin medvirken i tre udgaver af I sandhedens tjeneste med Poul og Nulle. Han lavede desuden seks sæsoner af serien Arkitekturens pärlor, der indgik i Go'kväll. Efter at være gået på pension fra SVT flyttede Barnekow til Stockholm, hvor han stod bag programserien Panorama Stockholm om byens forandring og arkitektur. Han arbejdede samtidig med debatserien Stad i förvandling hos ABF.

## Privatliv
Christoffer Barnekow var i perioden 1968-1985 gift med Kerstin Sjögren, med hvem han fik to børn. I 1994 giftede han sig med journalisten Hanne Fokdal.